# Amos Sawyer
Amos Claudius Sawyer (Greenville, 15 giugno 1945 – Baltimora, 16 febbraio 2022) è stato un politico liberiano.
È stato Presidente della Liberia ad interim dal novembre 1990 al marzo 1994.